# Ana Luiza Trajano
Ana Luiza Trajano (Franca, 30 de maio de 1978) é uma chef de cozinha, empresária e apresentadora de televisão.

## Biografia
Nascida em Franca, interior de São Paulo é filha da empresária Luiza Helena Trajano e irmã do administrador Frederico Trajano.
Cursou Administração de Empresas pela FAAP incentivada especialmente pelos negócios da família. Posteriormente se interessou pela Gastronomia. Teve formação em Costigliole d´Asti na região do Piemonte e no Italian Culinary Institute for Foreign Professionals e também no Istituto per la Promozione delle Cultura Alimentare em Milão.
Em 2010 ganhou o prêmio o Gourmand Cookbook Awards, considerado o principal na área de Gastronomia, pelo seu livro "Brasil a Gosto", que em 2009 foi considerado um dos melhores livros de gastronomia do mundo.
Apresentou, no canal GNT, o programa Fominha. Além de apresentadora, também é empresária. Fundou o restaurante e Instituto Brasil a Gosto em 2006, no bairro Jardim Paulista, em São Paulo. Atualmente o Instituto é dirigido pela chef Janaína Torres.
Atualmente a frente do projeto Madame Brésil, sediado em Paris, visa levar os produtos brasileiros para o mundo. É considerada uma das principais chefs brasileiras no continente europeu.

## Vida pessoal
Ana Luiza Trajano foi casada com o chef francês Yann Corderon. O casal teve dois filhos, Pedro e Antoine.

## Principais prêmios
- 2010: Go Where Prêmio - Melhor cozinha brasileira.
- 2010: Guia 4 Rodas - Melhor da cozinha brasileira.
- 2009: 1º Concurso Nacional de Ambientação e Decoração - Revista Gourmet & Food Service.
- 2009: Guia 4 Rodas - O Melhor da Cozinha Brasileira.
- 2008: Veja São Paulo Comer e Beber - O melhor da Cidade - restaurante indicado entre os destaques gastronômicos da cidade.
- 2007: Guia 4 Rodas - Destaque qualidade de sua cozinha.
- 2007: Guia 4 Rodas - Chefe revelação.
- 2007: Veja São Paulo Comer e Beber - O melhor da Cidade - restaurante indicado entre os destaques gastronômicos da cidade.
- 2006: 31º prêmio Abril de Jornalismo 2006 - Participação no Especial gastronomia Saberes do Brasil.
- 2006: Veja São Paulo Comer e Beber - O melhor da Cidade - restaurante indicado entre os destaques gastronômicos da cidade.
- 2006: Veja São Paulo Comer e Beber - O melhor da Cidade - Indicada pelo júri de Veja São Paulo entre os melhores chefes da cidade.
- 2006: Cozinha brasileira - Prêmio Gula Cozinha Brasileira 2 lugar.